# Ali Al-Khajah
Ali Al-Khajah (Arabic:علي الخاجة) (sinh ngày 20 tháng 3 năm 1993) là một cầu thủ bóng đá người Các Tiểu vương quốc Ả Rập Thống nhất. Hiện tại anh thi đấu cho Hatta.